# Bamboula
La bamboula es un tambor de origen africano (llamado allí bambala) de la variedad del timbal, muy usado en las Antillas y en el sur de Estados Unidos en la época de la esclavitud, y especialmente durante el siglo XIX.
Además, por extensión, se aplicó el nombre igualmente a un baile propio de los negros de Nueva Orleans y las Islas Vírgenes en esa época.

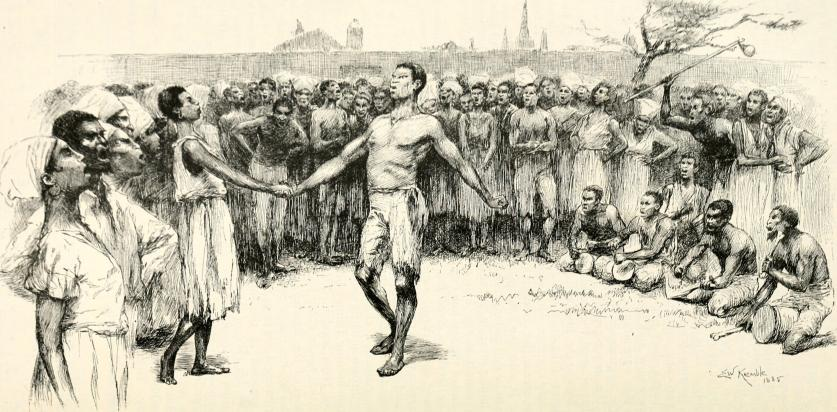
El baile

## El instrumento
Es un tambor de fricción, con cuerpo cilíndrico de un metro de alto y unos 25 centímetros de diámetro, cerrado por ambos extremos por una piel estirada, que es frotada o percutida, bien con las manos, bien con los dedos. Algunos autores hacen derivar su nombre del material de construcción usual: el bambú.

## El baile
La bamboula fue uno de los bailes, junto con la calenda, más populares en las reuniones que organizaban los negros de Nueva Orleans en Congo Square los domingos por la noche, en la primera mitad del siglo XIX. Su antecedente se encuentra en las danzas de África Occidental, especialmente en las de origen fon y yoruba, modificadas en las Indias Occidentales.
Existe una versión en disco de la bamboula, interpretada por la cantante neorleanesa Marguerite Castellanos Taggart, con el título de Tan patate la ichuite, en patois.
Esta danza inspiró a numerosos compositores, como el inglés Samuel Coleridge-Taylor (1875 - 1912) y el criollo Louis Moreau Gottschalk. 